# Patrick Alexander
Pour les articles homonymes, voir Alexander.
Patrick Alexander, né en 1926 et mort en 1997 ou 2003 selon certaines sources, est un écrivain et un scénariste britannique, auteur de roman policier et de roman d'espionnage.

## Biographie
Après avoir écrit plusieurs scénarios, il publie en 1976 son premier roman Mort d'une bête à la peau fragile (Death of a Thin-Skinned Animal). Ce roman remporte le John Creasey Memorial Award décerné par la Crime Writers' Association. Pour Claude Mesplède, ce roman est une « excellente histoire sur la relativité de la raison d'État (…). Cynique et très noir, juste dilué d'un zeste d’humour anglais, Alexander nous prouve que même les personnages de roman d'espionnage ne sont finalement que des hommes. Rare ! ». Il est adapté en 1981 dans un film français réalisé par Georges Lautner sous le titre Le Professionnel avec Jean-Paul Belmondo.
Amateur du jeu d'échecs, l'auteur y fait jouer plusieurs de ses personnages dans plusieurs romans.

## Œuvre

### Romans
- Death of a Thin-Skinned Animal (1976)
  - Mort d'une bête à la peau fragile, Super noire no 100 (1978)
- Show Me a Hero (1979)
- Soldier On the Other Side (1983)
- Ryfka (1988)

## Filmographie

### Adaptation
- 1981 : Le Professionnel, film français réalisé par Georges Lautner, adaptation de Mort d'une bête à la peau fragile (Death of a Thin-Skinned Animal) avec Jean-Paul Belmondo

### Scénarios

#### Au cinéma
- 1958 : Passeport pour la honte (Passport to Shame), film britannique réalisé par Alvin Rakoff

#### À la télévision
- 1948 : Studio One
- 1957 : Der Verdammte, téléfilm ouest-allemand réalisé par Hans-Waldemar Bublitz (de)
- 1959 : De Veroordeelde, téléfilm ouest-allemand réalisé par Walter van der Kamp

## Sources
- Claude Mesplède, Les Années "Série noire" bibliographie critique d'une collection policière, t. 4 : 1972-1982, Amiens, Encrage, coll. « Travaux » (no 25), 1995, 318 p. (ISBN 978-2-906389-63-2), p. 189-190.
- Claude Mesplède et Jean-Jacques Schleret, SN, voyage au bout de la Noire : inventaire de 732 auteurs et de leurs œuvres publiés en séries Noire et Blème : suivi d'une filmographie complète, Paris, Futuropolis, 1982 (OCLC 11972030), p. 17